# 普拉西塔斯 (新墨西哥州)
普拉西塔斯（英語：Placitas）是位於美國新墨西哥州唐娜安娜縣的普查規定居民點。

## 人口
根據2020年美國人口普查的數據，普拉西塔斯的面積為0.37平方千米，皆為陸地。當地共有人口576人，而人口密度為每平方千米1,556.76人。